# Archimédovské těleso (algebra)
Algebraický pojem archimédovské těleso označuje uspořádané těleso s Archimédovou vlastností. 
Na uspořádaném tělese {\displaystyle {\mathcal {F}}} lze definovat absolutní hodnotu čísla {\displaystyle x\in {\mathcal {F}}} obvyklým způsobem:
{\displaystyle |x|:={\begin{cases}x,&{\mbox{pokud }}x\geq 0\\-x,&{\mbox{pokud }}x<0\end{cases}}}
Archimédovské těleso je potom takové těleso {\displaystyle {\mathcal {F}}}, pro jehož libovolný prvek {\displaystyle x\in {\mathcal {F}}} existuje přirozené číslo {\displaystyle n\in \mathbb {N} } takové, že {\displaystyle \ |x|<n} (Archimédova vlastnost).